# جان هریسون
جان هریسون (۲۴ مارس ۱۷۷۶) دانشمند، ساعت‌ساز و نجار انگلیسی تحصیل‌کرده بود که یک زمان‌سنج دریایی را اختراع کرد، وسیله ای که مدت‌ها بدنبال حل مشکل محاسبه طول جغرافیایی در دریا بود. راه‌حل او در ناوبری انقلابی ایجاد کرد و امنیت سفرهای دریایی دور از مسافت را تا حد زیادی افزایش داد. مسئله ای که او حل کرد پس از فاجعه دریایی Scilly (۱۷۰۷) مورد توجه قرار گرفت که پارلمان بریتانیا برای ۲۰۰۰۰ پوند (معادل ۲٫۸۹ میلیون پوند امروز) تحت قانون جغرافیایی ۱۷۱۴ پیشنهاد داد.
هریسون در نظرسنجی عمومی سال ۲۰۰۲ صد بریتانیایی برتر سال ۲۰۰۲ به مقام سی و نهم رسید. وی همچنین برندهٔ جوایزی همچون مدال کاپلی شده‌است.